# Wendy White
Wendy White Prausa (Atlanta, 29 settembre 1960) è un'ex tennista statunitense.
È conosciuta anche con il nome di Wendy Prausa, dopo aver sposato Scott Prausa nel 1990.

## Carriera
In carriera ha vinto un titolo in singolare e 3 titoli di doppio. Nei tornei del Grande Slam ha ottenuto il suo miglior risultato raggiungendo i quarti di finale di doppio agli US Open nel 1978 e nel 1983, e di doppio misto sempre agli US Open nel 1981 e all'Open di Francia nel 1984.

## Statistiche

### Singolare

#### Vittorie (1)
| Numero | Anno            | Torneo                            | Superficie | Avversaria in finale | Punteggio     |
| 1.     | 26 gennaio 1986 | Virginia Slims of Kansas, Wichita | Sintetico  | Betsy Nagelsen       | 6–1, 6–7, 6–2 |

### Singolare

#### Finali perse (1)
| Numero | Anno           | Torneo                                     | Superficie | Avversaria in finale | Punteggio |
| 1.     | 12 luglio 1987 | Hall of Fame Tennis Championships, Newport | Erba       | Pam Shriver          | 2–6, 4–6  |

### Doppio

#### Vittorie (3)
| Numero | Anno             | Torneo                                    | Superficie | Compagna         | Avversarie in finale         | Punteggio     |
| 1.     | 18 ottobre 1981  | Maybelline Classic, Deerfield Beach       | Cemento    | Mary Lou Daniels | Pam Shriver Paula Smith      | 4–6, 6–4, 7–5 |
| 2.     | 13 novembre 1983 | Maybelline Classic, Deerfield Beach       | Cemento    | Bonnie Gadusek   | Pam Casale Mary Lou Daniels  | 6–1, 3–6, 6–3 |
| 3.     | 25 febbraio 1990 | Virginia Slims of Oklahoma, Oklahoma City | Cemento    | Mary Lou Daniels | Manon Bollegraf Lise Gregory | 7–5, 6–2      |

### Doppio

#### Finali perse (9)
| Numero | Anno             | Torneo                                     | Superficie  | Compagna            | Avversarie in finale                | Punteggio   |
| 1.     | 21 dicembre 1980 | Tucson Open, Tucson                        | Sintetico   | Mary Lou Daniels    | Leslie Allen Barbara Potter         | 0–6, 3–6    |
| 2.     | 17 ottobre 1982  | Eckerd Tennis Open, Tampa                  | Cemento     | Mary Lou Daniels    | Ann Kiyomura Paula Smith            | 2–6, 4–6    |
| 3.     | 16 ottobre 1983  | Eckerd Tennis Open, Tampa                  | Cemento     | Bonnie Gadusek      | Martina Navrátilová Pam Shriver     | 0–6, 1–6    |
| 4.     | 14 ottobre 1984  | Eckerd Tennis Open, Tampa                  | Cemento     | Mary Lou Daniels    | Carling Bassett Elizabeth Sayers    | 4–6, 3–6    |
| 5.     | 3 marzo 1985     | Virginia Slims of Pennsylvania, Hershey    | Sintetico   | Lea Antonoplis      | Mary Lou Daniels Robin White        | 4–6, 6–7    |
| 6.     | 8 febbraio 1987  | Virginia Slims of Kansas, Wichita          | Sintetico   | Barbara Potter      | Svetlana Černeva Larisa Neiland     | 2–6, 4–6    |
| 7.     | 9 aprile 1989    | Family Circle Cup, Hilton Head             | Terra verde | Mary Lou Daniels    | Hana Mandlíková Martina Navrátilová | 4–6, 1–6    |
| 8.     | 11 febbraio 1990 | Virginia Slims of Kansas, Wichita          | Cemento     | Mary Lou Daniels    | Manon Bollegraf Meredith McGrath    | 0–6, 2–6    |
| 9.     | 12 agosto 1990   | Virginia Slims of Albuquerque, Albuquerque | Cemento     | Mareen Louie-Harper | Meredith McGrath Anne Smith         | 6(2)–7, 4–6 |